# Coppa delle Coppe 1985-1986 (pallamano maschile)
La Coppa delle Coppe 1985-1986 è stata l'11ª edizione del torneo europeo di pallamano riservato alle squadre vincitrici delle coppe nazionali. È stata organizzata dall'International Handball Federation, la federazione internazionale di pallamano. La competizione è iniziata ad ottobre 1985 si è conclusa ad aprile 1986.
Il torneo è stato vinto dalla compagine spagnola dell'FC Barcellona per la 3ª volta nella sua storia.

## Risultati

### Primo turno
| Squadra 1             | Squadra 2                | Andata        | Ritorno        | Totale        |
| --------------------- | ------------------------ | ------------- | -------------- | ------------- |
| Avanti Lebbeke        | Hellerup IF              | Lebbeke       | Hellerup       | 36 - 40       |
| Avanti Lebbeke        | Hellerup IF              | 18 - 22       | 18 - 18        | 36 - 40       |
| Handball Club Salford | Vlug en Lenig Geleen     | Salford       | Sittard-Geleen | 15 - 72       |
| Handball Club Salford | Vlug en Lenig Geleen     | 5 - 37        | 10 - 35        | 15 - 72       |
| HC Köflach            | Club Balonmano Cantabria | Köflach       | Santander      | 48 - 58       |
| HC Köflach            | Club Balonmano Cantabria | 25 - 27       | 23 - 31        | 48 - 58       |
| SC Arcelik Istanbul   | KC Veszprém              | Istanbul      | Veszprém       | 47 - 62       |
| SC Arcelik Istanbul   | KC Veszprém              | 24 - 29       | 23 - 33        | 47 - 62       |
| Fredensborg IL        | Atlas Helsinki           | Oslo          | Helsinki       | 58 - 44       |
| Fredensborg IL        | Atlas Helsinki           | 26 - 25       | 32 - 19        | 58 - 44       |
| Philippos Verias      | Hapoel Rehovot           | Veria         | Rehovot        | 38 - 38 (gfc) |
| Philippos Verias      | Hapoel Rehovot           | 19 - 17       | 19 - 21        | 38 - 38 (gfc) |
| TV Grosswallstadt     | HC Schifflange           | Großwallstadt | Schifflange    | 62 - 27       |
| TV Grosswallstadt     | HC Schifflange           | 33 - 15       | 29 - 12        | 62 - 27       |

### Ottavi di finale
| Squadra 1         | Squadra 2                | Andata                  | Ritorno                   | Totale  |
| ----------------- | ------------------------ | ----------------------- | ------------------------- | ------- |
| FC Barcellona     | Hellerup IF              | Barcellona              | Hellerup, 9 novembre 1985 | 42 - 40 |
| FC Barcellona     | Hellerup IF              | 24 - 19                 | 18 - 21                   | 42 - 40 |
| ZMC Amicitia      | Vlug en Lenig Geleen     | Zurigo                  | Sittard-Geleen            | 44 - 38 |
| ZMC Amicitia      | Vlug en Lenig Geleen     | 25 - 19                 | 19 - 19                   | 44 - 38 |
| Vikingur          | Club Balonmano Cantabria | Reykjavík               | Santander                 | 39 - 42 |
| Vikingur          | Club Balonmano Cantabria | 21 - 22                 | 18 - 20                   | 39 - 42 |
| Fredensborg IL    | KC Veszprém              | Oslo                    | Veszprém                  | 43 - 53 |
| Fredensborg IL    | KC Veszprém              | 22 - 22                 | 21 - 31                   | 43 - 53 |
| HC Empor Rostock  | HK Drott                 | Rostock                 | Halmstad                  | 47 - 48 |
| HC Empor Rostock  | HK Drott                 | 24 - 27                 | 23 - 21                   | 47 - 48 |
| USAM Nîmes        | HC Minaur Baia Mare      | Nîmes                   | Baia Mare                 | 43 - 60 |
| USAM Nîmes        | HC Minaur Baia Mare      | 21 - 28                 | 22 - 32                   | 43 - 60 |
| Lokomotiv Trnava  | Philippos Verias         | Trnava, 3 novembre 1985 | Trnava, 6 novembre 1985   | 69 - 27 |
| Lokomotiv Trnava  | Philippos Verias         | 40 - 15                 | 29 - 12                   | 69 - 27 |
| TV Grosswallstadt | RK Jeleznicar Nis        | Großwallstadt           | Niš                       | 49 - 46 |
| TV Grosswallstadt | RK Jeleznicar Nis        | 32 - 21                 | 17 - 25                   | 49 - 46 |

### Quarti di finale
| Squadra 1                | Squadra 2         | Andata                   | Ritorno                 | Totale  |
| ------------------------ | ----------------- | ------------------------ | ----------------------- | ------- |
| ZMC Amicitia             | FC Barcellona     | Zurigo                   | Barcellona              | 37 - 45 |
| ZMC Amicitia             | FC Barcellona     | 20 - 23                  | 17 - 22                 | 37 - 45 |
| Club Balonmano Cantabria | KC Veszprém       | Santander, 23 marzo 1986 | Veszprém, 28 marzo 1986 | 39 - 45 |
| Club Balonmano Cantabria | KC Veszprém       | 19 - 16                  | 20 - 29                 | 39 - 45 |
| HC Minaur Baia Mare      | HK Drott          | Baia Mare                | Halmstad                | 50 - 37 |
| HC Minaur Baia Mare      | HK Drott          | 26 - 18                  | 24 - 19                 | 50 - 37 |
| Lokomotiv Trnava         | TV Grosswallstadt | Trnava                   | Großwallstadt           | 37 - 46 |
| Lokomotiv Trnava         | TV Grosswallstadt | 16 - 17                  | 21 - 29                 | 37 - 46 |

### Semifinali
| Squadra 1           | Squadra 2         | Andata                   | Ritorno                    | Totale  |
| ------------------- | ----------------- | ------------------------ | -------------------------- | ------- |
| KC Veszprém         | FC Barcellona     | Veszprém, 13 aprile 1986 | Barcellona, 19 aprile 1986 | 46 - 54 |
| KC Veszprém         | FC Barcellona     | 27 - 25                  | 19 - 29                    | 46 - 54 |
| HC Minaur Baia Mare | TV Grosswallstadt | Baia Mare                | Großwallstadt              | 44 - 47 |
| HC Minaur Baia Mare | TV Grosswallstadt | 28 - 22                  | 16 - 25                    | 44 - 47 |

### Finale
| Squadra 1     | Squadra 2         | Andata     | Ritorno       | Totale        |
| ------------- | ----------------- | ---------- | ------------- | ------------- |
| FC Barcellona | TV Grosswallstadt | Barcellona | Großwallstadt | 39 - 39 (gfc) |
| FC Barcellona | TV Grosswallstadt | 20 - 18    | 19 - 21       | 39 - 39 (gfc) |

## Campioni
| Vincitore della Coppa delle Coppe 1985-1986 |
| ------------------------------------------- |
| FC Barcellona 3º titolo                     |